# Marin-Epagnier
Marin-Epagnier je bývalá samostatná obec ve švýcarském kantonu Neuchâtel. Nachází se na severovýchodním okraji Neuchâtelského jezera v nadmořské výšce 455 metrů. Žijí zde více než 4 000 obyvatel.
K 1. lednu 2009 se doposud samostatná obec sloučila s obcí Thielle-Wavre a vytvořila novou obec La Tène. Dne 1. ledna 2025 se obec La Tène sloučila s obcemi Enges, Hauterive a Saint-Blaise a vytvořily obec Laténa.

## Pamětihodnosti
- Na okraji obce v katastru vesnice La Tène byla odkryta archeologická lokalita La Tène. Tato lokalita dala název keltské kultuře mladší doby železné, laténské kultuře.
- Papiliorama je nejstarší motýlárium v Evropě, zoologická zahrada specializovaná na chov motýlů, založena roku 1988.